# Argyra angustata
Argyra angustata är en tvåvingeart som beskrevs av Van Duzee 1925. Argyra angustata ingår i släktet Argyra och familjen styltflugor. Inga underarter finns listade i Catalogue of Life.